# Marché Nikolsky
Le Marché Nikolsky, ou Nikolskie ryady (en russe : Никольские ряды, littéralement Rangées de Nicolas), est un bâtiment commercial situé Rue Sadovaya à Saint-Pétersbourg, construite en 1789. Le réaménagement de cet immeuble a suscité une certaine controverse.

## Histoire
Le marché couvert Nikolskie ryady a été construit en 1789, peu après le Gostiny Dvor.

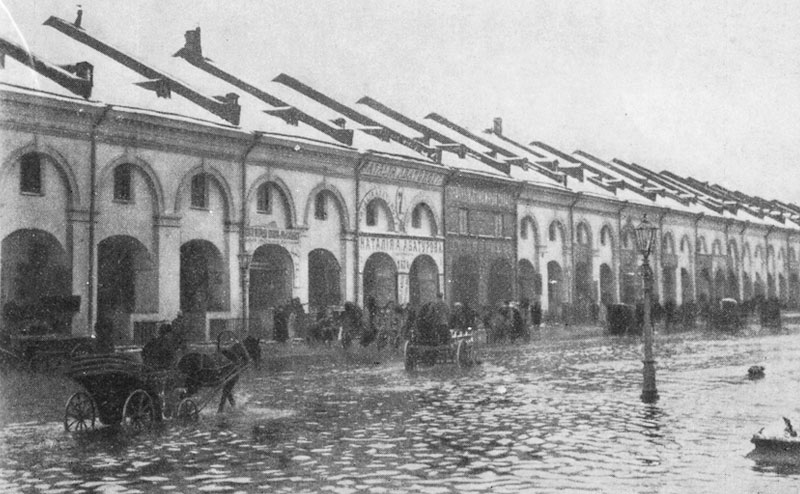
Le Marché Nikolsky en 1903 lors d'inondations.

## Présent
En septembre 2006, une entreprise de construction a déclaré que le marché Nikolsky nécessitait une reconstruction complète, qui prendrait entre 30 et 36 mois. Il était en effet nécessaire de remplacer complètement ses systèmes d’électricité, de chauffage et d’eau. Les travaux proposés consistaient à conserver la façade et les dimensions historiques.
Deux ans plus tard, les locataires de l’immeuble ont toutefois noté que 70 % de l’immeuble pouvait être classé en situation d’urgence. Un projet avait été proposé, impliquant la démolition d'environ 50 % du bâtiment, en conservant la façade et la galerie (illustrée). Cela permettait de récupérer la partie du bâtiment alors inoccupée et de créer un complexe hôtelier, un marché et un parking souterrain à deux étages. En mai 2008, la Commission du contrôle de l’Etat, de l’utilisation et de la protection des monuments de l’histoire et de la culture n’a pas approuvé l’évaluation de l’état de l’immeuble. Toutefois, les dates de reconstruction (2010) et les coûts de rénovation (200 millions de dollars) ont été annoncés.

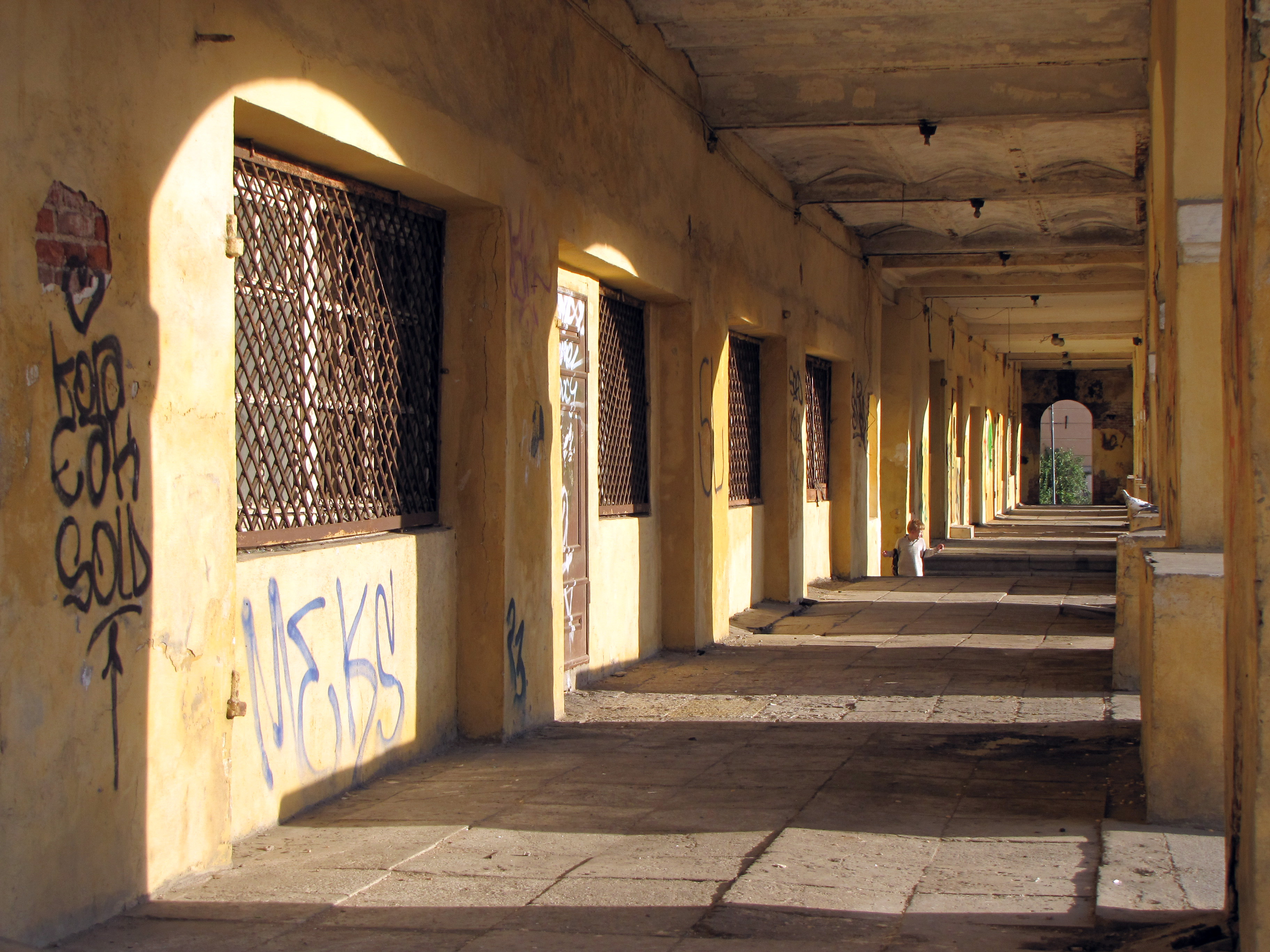
État des galeries du Marché Nikolsky en 2011

Le Comité, représenté par sa directrice Vera Dementieva, a proposé une assistance financière aux investisseurs[pas clair], contrôlée par Andrei Yakounine (fils de la tête de[Quoi ?] JSC "RZD" Vladimir Yakounine), qui selon eux était nécessaire à la restauration complète du bâtiment.
Le 19 novembre 2010, le marché Nikolsky a été vendu aux enchères à l’organisation chargée des travaux de restauration. Le 30 novembre, le bâtiment a été inclus dans la liste fédérale des sites protégés. Malgré cela, le projet actuel[Quand ?] comprend la rénovation du parking souterrain du bâtiment, une coupole en verre au-dessus du bâtiment et à l'intérieur. Les experts doutent qu'un tel projet soit compatible avec la préservation du monument.

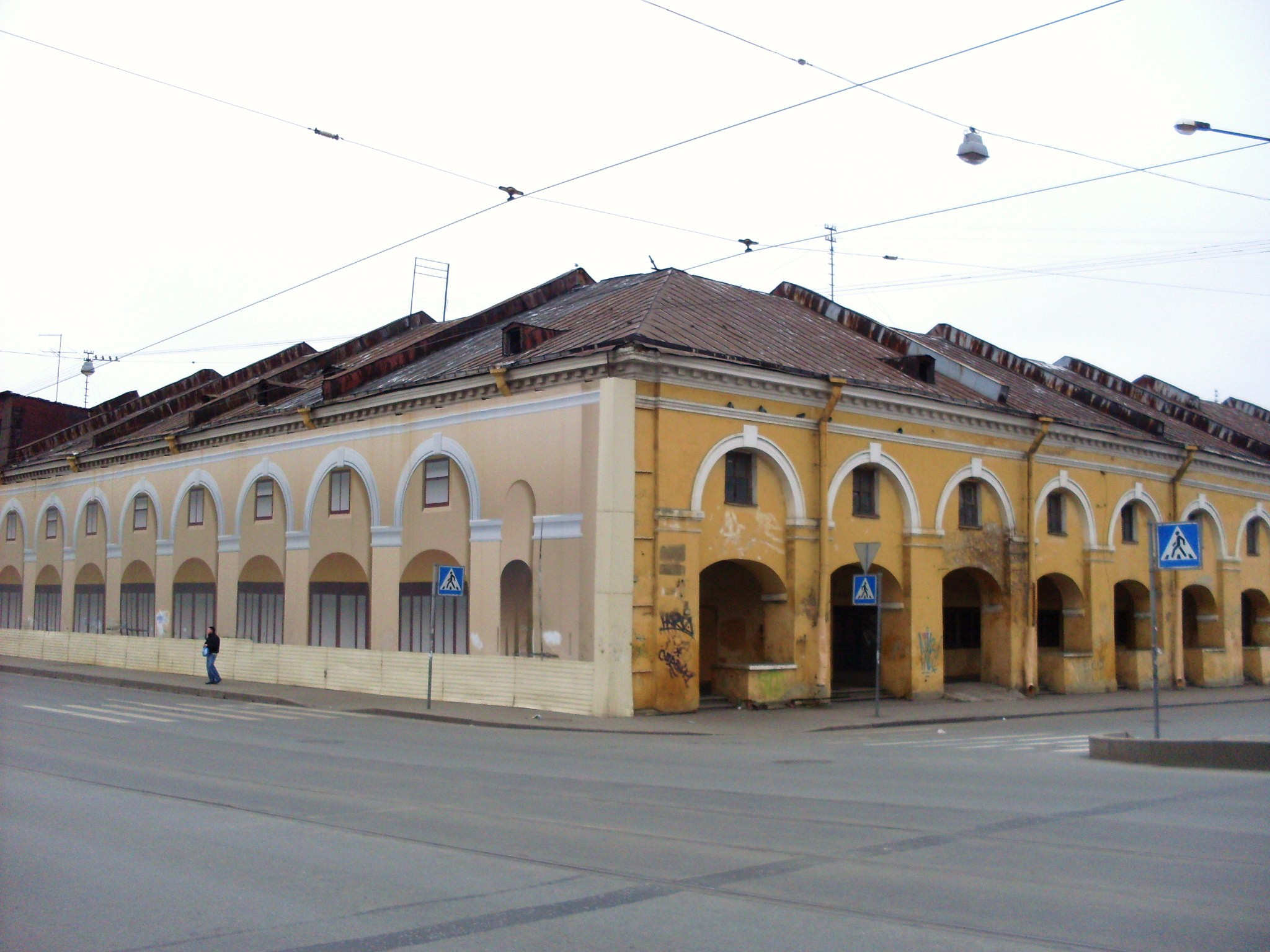
Le Marché Nikolsky en 2009, avant rénovation.
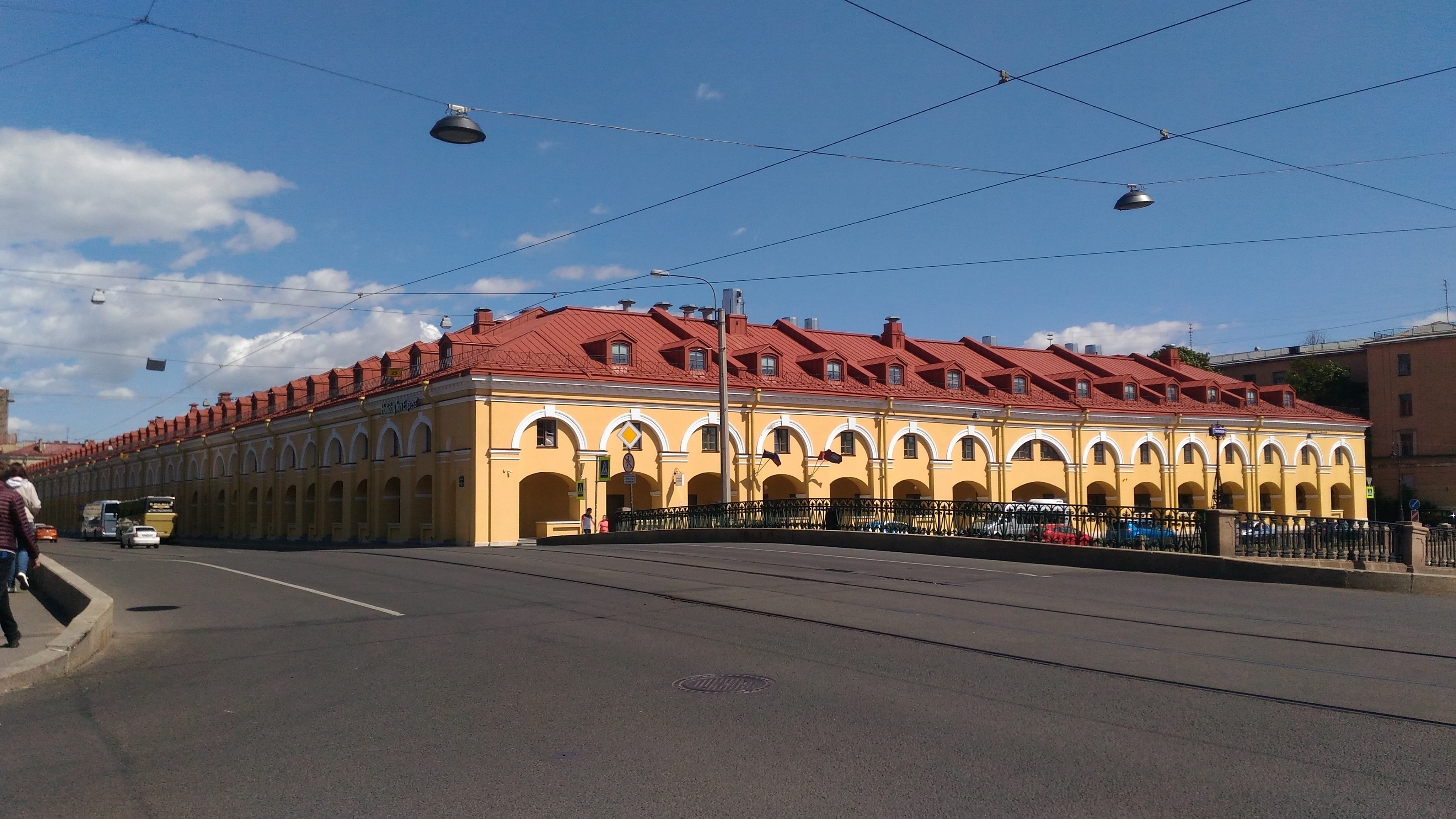
Le Marché Nikolsky en 2019, après rénovation.